# Relaciones entre Argentina-Corea del Sur
Las relaciones Argentina-Corea del Sur se refieren a las relaciones bilaterales entre la República Argentina y la República de Corea. Propiciadas en el final de su presidencia por Arturo Frondizi, el 15 de febrero de 1962 se establecieron las relaciones diplomáticas entre ambos países.
El primer embajador coreano con jurisdicción en Argentina fue Chung Il-kwon, que había sido embajador en los Estados Unidos. La embajada coreana en Argentina se inauguró en diciembre de 1963 y su primer embajador fue Bae Ui-hwan, que llegó en 1964 y finalizó su misión en 1967. Su sucesor sería Kim Dong-sung quién finalizaría su mandato el 10 de marzo de 1976.
La embajada de Argentina en Seúl se abriría en marzo de 1966, y su primer ministro interino fue Alejandro Antonio Galarce. El 27 de marzo de 1968 se cierra la embajada de Argentina, según argumentó el gobierno de Juan Carlos Onganía "por razones económicas". El 18 de noviembre del mismo año, se fusiona y circunscribe a la República de Corea con el Consulado General de Kobe (Japón) perteneciente a Argentina. Así, el 6 de octubre de 1969 se reabre la sede de la embajada en Corea, manteniéndola bajo la esfera de la embajada en Japón.
Durante esta década, existe un solo acuerdo firmado entre ambos países el "Convenio Cultural entre la República de Corea y la República Argentina" del 8 de agosto de 1968, aprobado por ley 18.387.

## Los inicios

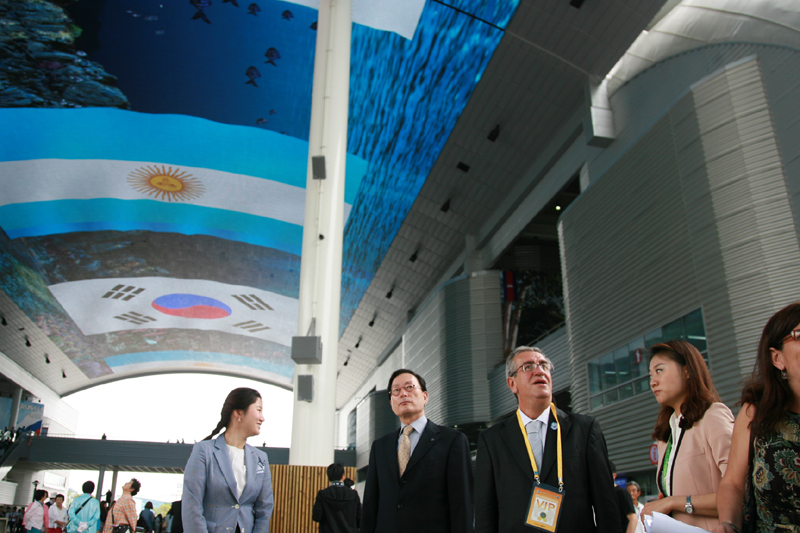
Proyección de las banderas Argentinas y Surcoreanas en la Exposición Internacional de Yeosu (2012)
durante los festejos por la Revolución de Mayo

El 14 de agosto de 1972 entró en vigor el "Acuerdo por notas reversales para el Otorgamiento y la Protección de los Derechos de Patentes de Invención, Modelos de Utilidad, Diseños y Marcas de Fábrica a los Nacionales de Ambos Países". Y en agosto y noviembre de 1975 se crearon las Comisiones Mixtas Cultural Argentino-Coreana.
El golpe de Estado en Argentina de 1976 mejoró las relaciones entre ambos países, empeorando las relaciones entre Argentina y Corea del Norte. Ese mismo año, Argentina tuvo por primera vez un embajador destinado en Seúl, el embajador Édgar Enrique Pérez Colman.
Durante los años de 1980 se mantuvieron unas relaciones cordiales entre ambos países, pero se mermó el intercambio comercial debido a la crisis económica que enfrentaba Argentina.
El 5 de mayo de 1981 se firmó el "Comunicado Conjunto entre el Ministro de Comercio e Industria de Corea y el Ministro de Comercio e Intereses Marítimos de la República Argentina", formalizando la que sería una larga relación pesquera con predominancia de buques surcoreanos en aguas argentinas y originando una importante colaboración bilateral en comercio.

## Los años de 1990
En los años de 1990 se intensificarían los tratados, las visitas y se daría un aumento notable en comercio e inversiones. Argentina en 1991 apoyó ante la Organización de las Naciones Unidas (ONU) el ingreso tanto de Corea del Sur como el de Corea del Norte.
El 28 de octubre de 1991 se dio un impulso a la inversión y al comercio con el "Memorándum de Entendimiento para el Establecimiento de una Comisión Mixta" y en diciembre Corea del Sur tuvo la primera visita de un Ministro de Relaciones Exteriores argentino, el canciller Guido Di Tella.
Para continuar fomentando las inversiones se firmó el "Acuerdo por Canje de Notas sobre Visado Múltiple para Hombres de Negocios" el 16 de junio de 1992 y entraría en vigor un año después. En mayo de 1994, Domingo Cavallo visita Seúl, siendo el primer ministro de Economía en hacerlo.
En agosto de 1995, la participación de nuestro país en la Asamblea General de la fundación de la Organización de Desarrollo de la Energía en la Península Coreana (Korea Península Deveíopment Energy Organization), conocida por su siglas en inglés KEDO. Argentina ingresó como miembro pleno el 10 de septiembre de 1996, siendo el primer país latinoamericano.
El "Tratado de Extradición" se firma el 30 de agosto de 1995, luego de la visita a Argentina del Ministro de Relaciones Exteriores Gong Ro-myung, y el 29 de septiembre de 1997 se firmaría en Seúl el "Memorándum de Entendimiento sobre Consultas Periódicas de Alto Nivel".
El "Acuerdo sobre Servicios Aéreos" entre los países fue firmado en Buenos Aires el 9 de septiembre de 1996. Por parte de Corea del Sur se designó a Korean Air y para Argentina a Aerolíneas Argentinas para garantizar una ruta aérea entre ambos países. El mismo día se firmó el "Acuerdo sobre Cooperación en los Usos Pacíficos de la Energía Nuclear".

## Comercio
Como consecuencia del ingreso en el KEDO, Argentina ha vendido a Corea del Sur agua pesada por US$ 5,8 millones en 1995.
En común poseen el Tratado de Extradición, de asistencia legal y mutua en materia penal y un intercambio de notas sobre exención de visas.
Pese a que el comercio entre Corea del Sur y Argentina representa para el primero tan solo un 0,15% total de las exportaciones totales, se ha mostrado un leve incremento en los últimos años:

"Entre 2003 y 2005, el volumen anual de comercio bilateral osciló entre los u$s 600 y 700 millones anuales, para luego incrementarse sucesivamente a unos 900 millones en 2006, a 1200 millones en 2007 y a unos 1500 millones en 2008"
Byung Kwon Kim, embajador de Corea del Sur, 2009.

Entre los productos que importa la Argentina desde Corea del Sur se encuentran los automóviles y los artículos electrónicos. Argentina, por su parte, exporta subproductos de mineral de cobre y soja.